# Дотціген
Дотціген (нім. Dotzigen) — громада  в Швейцарії в кантоні Берн, адміністративний округ Зееланд.

## Географія
Громада розташована на відстані близько 21 км на північний захід від Берна.
Дотціген має площу 4,2 км², з яких на 14,7% дозволяється будівництво (житлове та будівництво доріг), 55,6% використовуються в сільськогосподарських цілях, 26,5% зайнято лісами, 3,3% не є продуктивними (річки, льодовики або гори).

## Демографія
2019 року в громаді мешкало 1478 осіб (+11% порівняно з 2010 роком), іноземців було 8,9%. Густота населення становила 349 осіб/км².
За віковим діапазоном населення розподілялося таким чином: 21,6% — особи молодші 20 років, 57,2% — особи у віці 20—64 років, 21,2% — особи у віці 65 років та старші. Було 612 помешкань (у середньому 2,4 особи в помешканні).
Із загальної кількості 782 працюючих 23 було зайнятих в первинному секторі, 79 — в обробній промисловості, 680 — в галузі послуг.